# Луцій Волузій Меціан
Луцій Волузій Меціан (лат. Lucius Volusius Maecianus; 110—175) — державний діяч та правник часів імператорів з династії Антонінів.

## Життєпис
Про його родину та місце народження немає відомостей. Найімовірніше належав до нобілів роду Волузіїв. Обіймав посаду радника імператора. Виконував обов'язки консультанта з права при імператорах Антоніні Пії та Марку Аврелії, а також займав посаду секретаря імператорського суду та водночас займався отримання скарг з провінцій (a libellis et censibus). У 150 році стає a studiis (головою наукових досліджень при імператорі — переважно з права).
Обіймав посади префект транспорту (praefectus vehiculorum) та начальника служби з постачання зерна до Риму (praefectus annonae). З 160 до 162 року був префектом Єгипту. Після цього стає сенатором й займає й з 164 року займає посаду префекта ерарія. У 166 році стає консулом-суффектом. Після цього знову призначається префектом Єгипту. Тут під час повстання узурпатора Авідія Кассія у 175 році Меціана й було страчено легіонерами.

## Правництво
Був учнем відомого правника Юліана. Волузій займався в першу чергу договірним правом, правовим оформленням договорів, тонкощами з їх укладання та виконання. Також він збирав Родоські закони з морського права. Ймовірно робив до них коментарі, які не збереглися.
Доробку Луція Волузія належить також праця, яка стосується питання обчислення ваги та мір. Вона практично повністю збереглася дотепер, окрім останньої частини.

## Праці
- Fideicommissa (про угоди)
- Distributio (про міру та вагу)

## Родина
Діти:
- Волузія Меціана, дружина Авідія Кассія, римського узурпатора.